# ゴーラン
ゴーラン (Golan) は、イギリスの競走馬。おもな勝ち鞍に2001年の2000ギニー、2002年のキングジョージ6世&クイーンエリザベスダイヤモンドステークスがある。

## 戦績
2000年にデビュー戦を勝利し、2001年にはキャリア1戦ながら2000ギニーを快勝した。
無敗のまま臨んだダービーステークスでは、1番人気に支持されたがガリレオの2着に敗れ、次走アイルランドダービーでも再びガリレオの前に屈した。その後は9月のニエル賞で当年のジョッケクルブ賞の勝ち馬アナバーブルーや当年のリュパン賞とパリ大賞典の勝ち馬チチカステナンゴ らを破ってレコード勝ちし、10月の凱旋門賞ではサキーの4着に入線した。11月にはジャパンカップにも出走し、招待馬では最先着となる6着に入線した。当初ゴーランはジャパンカップを最後にクールモアスタッドで種牡馬入りすることとなっており、既に権利の半分はクールモアスタッドへ売却され種付け相手も発表されていたが、ジャパンカップでのパフォーマンスを高く評価したウェィンストック卿は「来シーズンには更なる成功を獲得するだろう」として引退を撤回した。
2001年7月23日にウェインストック卿が死去したため、ゴーランはウェインストック卿の遺産管財人に引き継がれたが、ウェインストック卿の遺言により予定通りキングジョージ6世&クイーンエリザベスステークスに出走し、ネイエフを退けて2つめのG1を勝利した。
その後はインターナショナルステークス2着、ブリーダーズカップ・ターフ6着、ジャパンカップ7着と3戦してクールモアスタッドで種牡馬入りした。

### 年度別競走成績
- 2000年（1戦1勝）
- 2001年（6戦2勝） - 2000ギニー、ニエル賞
- 2002年（4戦1勝） - キングジョージ6世&クイーンエリザベスステークス

## 引退後
2004年に初年度産駒が誕生、2006年にデビュー。シャトル先のニュージーランド産馬からG1勝ち馬を2頭輩出しているが、ともにせん馬であり、その血をつなぐ有力な産駒は現れていない。現在はクールモアナショナルハントにて障害競走用の種牡馬として供用されており、2011年の種付け料は2000ユーロに設定されている。

### 主な産駒
- Beauty Flash（香港マイル、香港クラシックマイル、香港スチュワーズカップ、クイーンズシルヴァージュビリーカップ）
- Kibbutz（ヴィクトリアダービー）

## 血統表
| ゴーランの血統（ブラッシンググルーム系（ナスルーラ系） / Never Bend5×5×5=9.38%） | ゴーランの血統（ブラッシンググルーム系（ナスルーラ系） / Never Bend5×5×5=9.38%） | ゴーランの血統（ブラッシンググルーム系（ナスルーラ系） / Never Bend5×5×5=9.38%） | （血統表の出典）        | （血統表の出典） |
| 父 Spectrum 1992 鹿毛                                                            | 父の父Rainbow Quest 1981 鹿毛                                                    | Blushing Groom                                                                   | Red God                 | Red God          |
| 父 Spectrum 1992 鹿毛                                                            | 父の父Rainbow Quest 1981 鹿毛                                                    | Blushing Groom                                                                   | Runaway Bride           |                  |
| 父 Spectrum 1992 鹿毛                                                            | 父の父Rainbow Quest 1981 鹿毛                                                    | I Will Follow                                                                    | Herbager                | Herbager         |
| 父 Spectrum 1992 鹿毛                                                            | 父の父Rainbow Quest 1981 鹿毛                                                    | I Will Follow                                                                    | Where You Lead          |                  |
| 父 Spectrum 1992 鹿毛                                                            | 父の母River Dancer 1983 鹿毛                                                     | Irish River                                                                      | Riverman                | Riverman         |
| 父 Spectrum 1992 鹿毛                                                            | 父の母River Dancer 1983 鹿毛                                                     | Irish River                                                                      | Irish Star              |                  |
| 父 Spectrum 1992 鹿毛                                                            | 父の母River Dancer 1983 鹿毛                                                     | Dancing Shadow                                                                   | *Dancer's Image         | *Dancer's Image  |
| 父 Spectrum 1992 鹿毛                                                            | 父の母River Dancer 1983 鹿毛                                                     | Dancing Shadow                                                                   | Sunny Valley            |                  |
| 母 Highland Gift 1993 鹿毛                                                       | 母の父*Generous 1988 栗毛                                                        | Caerleon                                                                         | *Nijinsky               | *Nijinsky        |
| 母 Highland Gift 1993 鹿毛                                                       | 母の父*Generous 1988 栗毛                                                        | Caerleon                                                                         | Foreseer                |                  |
| 母 Highland Gift 1993 鹿毛                                                       | 母の父*Generous 1988 栗毛                                                        | Doff the Derby                                                                   | Master Derby            | Master Derby     |
| 母 Highland Gift 1993 鹿毛                                                       | 母の父*Generous 1988 栗毛                                                        | Doff the Derby                                                                   | Margarethen             |                  |
| 母 Highland Gift 1993 鹿毛                                                       | 母の母Scots Lass 1982 鹿毛                                                       | Shirley Heights                                                                  | Mill Reef               | Mill Reef        |
| 母 Highland Gift 1993 鹿毛                                                       | 母の母Scots Lass 1982 鹿毛                                                       | Shirley Heights                                                                  | Hardiemma               |                  |
| 母 Highland Gift 1993 鹿毛                                                       | 母の母Scots Lass 1982 鹿毛                                                       | Edinburgh                                                                        | Charlttown              | Charlttown       |
| 母 Highland Gift 1993 鹿毛                                                       | 母の母Scots Lass 1982 鹿毛                                                       | Edinburgh                                                                        | Queen's Castle F-No.5-h |                  |